# Personal Area Network

Druhy počítačových sítí a příklady používaných technologií.

PAN je zkratka z anglického Personal Area Network, což je volně přeloženo osobní síť. PAN je počítačová síť tvořená komunikujícími zařízeními jako mobilní telefon, PDA nebo laptop, které jsou v blízkosti jedné osoby. Dosah takové osobní sítě je většinou jen několik metrů. Používá se ke komunikaci mezi samotnými zařízeními nebo k připojení k okolním sítím nebo k Internetu.
Pro větší sítě se používají termíny LAN, MAN, WAN (viz obrázek).
PAN mohou být drátové (například přes USB nebo FireWire) i bezdrátové (například pomocí IrDA nebo Bluetooth).